# USI Group Holdings
Die USI Group Holdings AG mit Sitz in Zürich ist eine börsennotierte Schweizer Immobiliengesellschaft. Das Unternehmen ist auf den Erwerb von Immobilien in den Vereinigten Staaten, Großbritannien und Kontinentaleuropa und auf deren langfristige Vermietung an Mieter ausgerichtet, deren Cashflow direkt oder indirekt grösstenteils aus staatlichen Quellen stammt. Das Immobilien- und Beteiligungsportofolio von USI hatte per Ende 2007 einen Wert von 362 Millionen Schweizer Franken.

## Geschichte
Das Unternehmen wurde 1988 gegründet und hatte zum Ziel, US-Postämter zu erwerben. Bis 1990 kaufte USI 146 Postämter in den USA. 1997 unterzeichnete das Unternehmen einen Rahmenmietvertrag mit einer Laufzeit von 10 Jahren mit US Postal Service (USPS) bezüglich 141 US Postämter. Der Vertrag wurde 1999 vorzeitig um 13 Jahre verlängert. 
2001 gab sich das Unternehmen eine Holdingstruktur und gründete hierfür auf den Virgin Islands die USI Group Holdings Limited. Im gleichen Jahr erwarb das Unternehmen elf Alters- und Pflegeheime in Großbritannien, denen in den folgenden zwei Jahren vier weitere hinzukamen, und vermietete diese an European Care. 2003 übertrug das Ehepaar Lanfranconi das von ihnen 1992 erworbene Pflegeheim "Etzelgut" in Zürich an USI.
2004 übernahm USI die britische Wellcare, die 9 Alters- und Pflegeheime, eine Schule und ein Ressourcenzentrum sowie ein Unternehmen im Bereich des betreuten Wohnens führte. Darüber hinaus kaufte USI auch vier zusätzliche einzelne Alters- und Pflegeheime in Großbritannien, die alle an European Care Group, eine Konzerntochter von European Care, vermietet wurden.
2004 erhielt USI von der Hilti Holding AG eine Option zum Kauf einer Mehrheitsbeteiligung an der Regedo Holding AG, mit dem Ziel eines Reverse Takeovers, um so über die börsenkotierte Regedo an der Schweizer Börse SWX zugelassen zu werden. Die Regedo Holding, die bis 2003 Scana Holding hiess, hatte ihre Wurzeln in der 1935 von Toni Hilti gegründeten Scana Konservenfabrik AG, der heutigen Hilcona AG, von der sie 1971 abgespalten wurde. Nach dem Verkauf der im Grosshandel tätigen Tochtergesellschaft Scana Lebensmittel AG an den Migros-Konzern wurde das Unternehmen neu ausgerichtet. Diese Option wurde noch im gleichen Jahr ausgeübt, womit in der Folge die Regedo Holdings in USI Group Holdings umbenannt wurde und zum neuen Konzerndach der USI-Gruppe wurde. 
2005 erwarb USI die britische Hollygarth Care Homes Limited bestehend aus 8 Pflegeheimen, die an der European Care Gruppe verpachtet wurden. 
2006 wurde das Immobilien-Portefeuille der USI-Gruppe ausgelagert und in die Public Services Properties Investments Limited (PSPI), die ihrerseits am Alternative Investment Market der London Stock Exchange notiert war, eingebracht. In der Folge wurde 75 Prozent an PSPI an institutionelle Investoren verkauft, die übrigen 25 Prozent verbleiben bei USI.

## Notierung
Die Gesellschaft ist an der Schweizer Börse SIX Swiss Exchange kotiert.